# 莫尔措
莫尔措（德語：Moltzow）是德国梅克伦堡-前波美拉尼亚州的市镇，隶属于梅克伦堡湖区县。总面积为46.71平方千米，截至2023年12月31日总人口为906人。